# Эстберг, Сесилия
Сесилия Эстберг (швед. Cecilia Östberg; 15 января 1991, Иншён, коммуна Лександ, Швеция) — шведская хоккеистка, игравшая на позиции левого нападающего. Всю карьеру провела в клубе женской хоккейной лиги Швеции (Рикссериен) «Лександ». По окончании карьеры сыграла 3 матча за «Ферьестад» в первом дивизионе. Игрок национальной сборной Швеции, в составе которой выступала на трёх чемпионатах мира (2008, 2009 и 2013) и на двух Олимпиадах (2010 и 2014). В составе юниорской сборной Швеции становилась бронзовым призёром чемпионата мира до 18 лет (2009). Является рекордсменкой «Лександа» по количеству набранных очков, заброшенных шайб, результативных передач, а также по количеству штрафных минут в одном сезоне. Рекордсменка юниорской сборной Швеции по набранным очкам и заброшенным шайбам на чемпионатах мира до 18 лет, по количеству очков и голов на одном турнире. Автор первого гола в истории проведения юниорских чемпионатов мира.

## Биография
Сесилия Эстберг родилась в Иншёне, расположенном в коммуне Лександа. Она из неспортивной семьи, только её отец немного играл в хоккей с шайбой на невысоком уровне. У неё есть два брата, младший и старший. Заниматься хоккеем начала случайно: подруга Фанни Раск пригласила её потренироваться в местной команде, и Эстберг понравился данный вид спорта. Является воспитанницей клуба «Лександ». В сезоне 2006/07 сыграла один матч за основную команду, набрав 2 (1+1) результативных балла. В следующим сезоне 16-летняя Эстберг сразу стала лидером «Лександа»: в 14-и играх чемпионата Швеции она заработала 21 (8+13) очко — лучший результат в сезоне среди новичков. Сесилия стала лидером команды по количеству набранных очков и результативных передач. Она получала вызовы из юниорской и национальной сборной Швеции. В январе 2008 года она приняла участие в первом юниорском чемпионатов мира, проводимом под эгидой Международной федерации хоккея на льду (ИИХФ). Эстберг забила первый гол в истории нового турнира, отличившись в матче-открытии против сборной Швейцарии. Сесилия завершила турнир в качестве лучшего бомбардира своей команды, а сборная Швеции заняла итоговое 4-е место. В этом же году она дебютировала на чемпионате мира. Юная нападающая отдала три результативные передачи при показателе полезности «+5» — лучший показатель в шведской сборной.
Сезон 2008/09 подтвердил статус Эстберг как лидера атаки «Лександа». Вместе с партнёршей по команде, Анной Боргквист, она набрала наибольшее количество очков в сезоне — 17. В январе 2009 года Сесилия приняла участие в своём втором юниорском чемпионате мира, который стал для неё успешным. Сборная Швеции завоевала бронзовые медали, разгромив в матче за 3-е место сборную Чехии — 9:1. Эстберг набрала 12 (6+6) результативных баллов и заняла третье место в списке лучших бомбардиров мирового первенства. Количество её набранных очков и заброшенных шайб до сих пор является рекордом шведской юниорской сборной на чемпионатах мира. Эстберг приняла участие на чемпионате мира 2009. Как и в прошлом году, шведки не сумели завоевать медалей, а Сесилия не забросила своей первой шайбы на крупных международных турнирах, отдав две результативные передачи. В следующем сезоне она интенсивно готовилась к участию на своей первой Олимпиаде и вошла в окончательный состав сборной Швеции. На турнире она отдала две результативные передачи при показателе полезности «−1». Шведки боролись за бронзовые медали, но уступили третье место сборной Финляндии. В чемпионате Швеции Эстберга достигла нового личного достижения, сумев набрать 30 (17+13) очков в 17-ти матчах.
В сезоне 2010/11 Эстберг мало играла за сборную, проведя всего 5 матчей. В чемпионате она вновь установила новый личный рекорд презультативности — 32 очка. Сезон 2011/12 Сесилия пропустила из-за отсутствия мотивации. Она вернулась в хоккей в 2012 году и сразу продолжила демонстрировать высокую результативность: за 26 игр регулярного сезона она заработала 38 (16+22) балла за результативность. Эстберг стала также лидером «Лександа» по количеству штрафного времени. Набранные ей 63 минуты штрафа остаются рекордным показателем клуба в одном сезоне. В сезоне 2013/14 Эстберг принимала участие в хоккейном турнире Зимних Олимпийских игр 2014 в Сочи. На Играх она продемонстрировала свою лучшую результативность на крупных международных турнирах, набрав 4 (1+3) очка в 6-ти матчах. В составе «Лесанда» Сесилия третий сезон подряд набрала более 30-ти результативных баллов сезон. Она стала лидером чемпионата Швеции по количеству заброшенных шайб в меньшинстве. В 2014/15 Эстберг играла исключительно в чемпионате Швеции, пропуская матчи сборной. Она в очередной раз стала лучшим ассистентом и бомбардиром своей команды. В сентября 2015 года, в возрасте 24-х лет, Эстберг заявила о завершении карьеры из-за отсутствия целей в хоккее. Во время сезона 2015/16 Сесилия родила первенца. В сезоне 2016/17 Эстберг вместе с бывшей партнёршей по «Лександу» Линой Вестер присоединилась к «Ферьестаду», выступавшему в первом дивизионе чемпионата Швеции. Сесилия сыграла только в 3-х матчах, после чего покинула команду.

## Статистика
| Легенда | Легенда                    | Легенда | Легенда                   | Легенда | Легенда    |
| ------- | -------------------------- | ------- | ------------------------- | ------- | ---------- |
| И       | Количество проведённых игр | Штр     | Штрафное время            | +/−     | Плюс-минус |
| Г       | Голы                       | П       | Голевые передачи          | О       | Очки       |
| -       | Статистика неизвестна      | —       | Статистика не учитывалась |         |            |

### Международная
По данным: Eurohockey.com и Eliteprospects.com

## Достижения
Командные
| Год  | Команда         | Достижение                                  | Достижение |
| ---- | --------------- | ------------------------------------------- | ---------- |
| 2009 | Швеция (юниор.) | Бронзовый призёр юниорского чемпионата мира |            |

- По данным Eliteprospects.com.

## Рекорды
| «Лександ» - Наибольшее количество очков в Рикссериен / SDHL — 201 - Наибольшее количество голов в Рикссериен / SDHL — 85 - Наибольшее количество передач в Рикссериен / SDHL — 116 - Наибольшее количество штрафных минут в одном сезоне в Рикссериен / SDHL — 63 в сезоне 2012/13 По данным: Eliteprospects.com | Швеция (до 18) - Наибольшее количество очков на юниорских чемпионатах мира — 21 - Наибольшее количество голов на юниорских чемпионатах мира — 11 - Наибольшее количество очков на одном юниорском чемпионате мира — 12 (2009) - Наибольшее количество голов на одном юниорском чемпионате мира — 6 (2009) По данным: Eliteprospects.com |